# Episodi di Che fine ha fatto Sara? (terza stagione)
La terza stagione della serie televisiva Che fine ha fatto Sara?, composta da 7 episodi, è stata interamente pubblicata sul servizio di video on demand Netflix il 18 maggio 2022.
| n° | Titolo originale             | Titolo italiano            | Prima TV Spagna | Prima TV Italia |
| -- | ---------------------------- | -------------------------- | --------------- | --------------- |
| 1  | Presunción de muerte         | Presunta morta             | 18 maggio 2022  | 18 maggio 2022  |
| 2  | Complejo de Medusa           | Il complesso di Medusa     | 18 maggio 2022  | 18 maggio 2022  |
| 3  | Viva o muerta                | Viva o morta               | 18 maggio 2022  | 18 maggio 2022  |
| 4  | Bienvenidos al Centro Medusa | Benvenuti al Centro Medusa | 18 maggio 2022  | 18 maggio 2022  |
| 5  | Ratones de laboratorio       | Topi da laboratorio        | 18 maggio 2022  | 18 maggio 2022  |
| 6  | Qué pasó con Sara            | Cos'è successo a Sara?     | 18 maggio 2022  | 18 maggio 2022  |
| 7  | ¿Qué hiciste, Sara?          | Che cosa hai fatto, Sara?  | 18 maggio 2022  | 18 maggio 2022  |

## Presunta morta
- Titolo originale: Presunción de muerte
- Diretto da: David Ruiz
- Scritto da: José Ignacio Valenzuela e Rosario Valenzuela

Marifer, ricoverata in clinica in gravi condizioni, fa presente ad Alex che Nicandro e il dottor Alanis sono coinvolti nella morte di Sara. Si scopre che il padre di Nicandro ha gestito il team di medici una volta trasportata Sara in ospedale. Alex fa visita a Nicandro e ne scaturisce una lotta. Rodolfo chiede aiuto ad Alex per liberare Chema dal carcere. Entrambi riescono a trovare Cesar e bloccargli l'accesso al conto corrente. Nella clinica dove si trova Marifer, Alex ed Elisa riescono a trovare un fascicolo di Sara dove si evince che ha partorito naturalmente. Capiscono che era sopravvissuta all'incidente ed era stata portata lì. Alex fa visita allo psichiatra di Sara, il dottor Alanis, per chiedere spiegazioni. Lo trova morto, ucciso da un colpo d'arma da fuoco al cervello

## Il complesso di Medusa
- Titolo originale: Complejo de Medusa
- Diretto da: David Ruiz
- Scritto da: José Ignacio Valenzuela e Rosario Valenzuela

L'episodio inizia mostrando come il padre di Nicandro abbia ricattato il figlio. Gli promise di farlo uscire di prigione in cambio del suo aiuto a disfarsi di Sara. Rodolfo con l'aiuto di Alex riesce a liberarsi dai creditori di Cesar. Nicandro chiede a suo padre di poter vedere Daniela, sua sorella ricoverata in clinica. Chema riesce a chiamare Alex dal carcere chiedendogli aiuto. Alex ricatta il direttore del penitenziario facendogli presente che è stato lui a farlo diventare un hacker. Non divulgherà la notizia solo se proteggerà Chema. Alex è intenzionato a riesumare il cadavere di Sara così da poter dimostrare che lei è ancora viva. Una sera fuori dalla porta di casa sua arriva proprio una ragazza che assomiglia tantissimo a sua sorella

## Viva o morta
- Titolo originale: Viva o muerta
- Diretto da: David Ruiz
- Scritto da: José Ignacio Valenzuela e Rosario Valenzuela

Alex capisce che la ragazza non è altro che la figlia di Sara. Lei però rivela di non aver mai conosciuto la madre. Nel corso dell'episodio si comprende come Sara sia entrata come primo paziente del progetto Medusa per la cura sperimentare della schizofrenia. Il corpo di Sara viene riesumato ma la bara è vuota come aveva previsto Alex. Si scopre che Daniela ha aiutato la ragazza a fuggire dalla clinica poco prima di essere messa su un volo per gli Stati Uniti. Cesar si presenta a casa di Alex per riavere i suoi soldi ma dopo poco fanno irruzione anche Nicandro con i suoi uomini armati fino ai denti. Vogliono assolutamente la ragazza. Ne scaturisce uno scontro nel quale Nicandro muore e Alex resta gravemente ferito mentre la ragazza, Lucia, viene portata via.

## Benvenuti al Centro Medusa
- Titolo originale: Bienvenidos al Centro Medusa
- Diretto da: David Ruiz
- Scritto da: José Ignacio Valenzuela e Rosario Valenzuela

L'episodio mostra il parto di Sara e la successiva prigionia al centro Medusa. Alex è ricoverato in ospedale e nel frattempo Chema esce di prigione. Corre subito a trovare il suo amico in ospedale e gli confida di voler iniziare una nuova vita senza di lui. Il carcere lo ha cambiato e non riesce a dimenticare gli abusi subiti. Cesar riferisce ad Alex di sapere del centro Medusa dove Reinaldo aveva rinchiuso la figlia Daniela. Mariana, la madre di Chema, riesce ad aver accesso al conto corrente del figlio, ingannandolo circa la sua intenzione di volerlo aiutare. Contatta successivamente Reinaldo e gli chiede di rinchiuderlo al centro Medusa come ha fatto con sua figlia

## Topi da laboratorio
- Titolo originale: Ratones de laboratorio
- Diretto da: David Ruiz
- Scritto da: José Ignacio Valenzuela e Rosario Valenzuela

L'episodio mostra come Daniela ha aiutato Lucia a scappare dal centro Medusa e indirizzarla da Alex. Viene inoltre mostrato il coinvolgimento di Marifer e Nicandro in tutta questa vicenda. Rodolfo ed Elisa cercano Chema senza successo. Alex tramite un drone inizia a spiare l'esterno del centro Medusa. A fine episodio si vede che fu proprio Reinaldo a uccidere la madre di Sara con un colpo d'arma da fuoco in fronte

## Cos'è successo a Sara?
- Titolo originale: Qué pasó con Sara
- Diretto da: David Ruiz
- Scritto da: José Ignacio Valenzuela e Rosario Valenzuela

Cesar seduce con l'inganno Tonya, la fedele collaboratrice di Reinaldo. Una volta sequestrata in un capanno vi ci porta anche Alex, Rodolfo ed Elisa. Chema è vittima di esperimenti incaricata da Reinaldo, Alex cerca di ottenere informazioni su Sara da Tonya

## Che cosa hai fatto, Sara?
- Titolo originale: ¿Qué hiciste, Sara?
- Diretto da: David Ruiz
- Scritto da: José Ignacio Valenzuela e Rosario Valenzuela

Tonya racconta tutta la verità ad Alex che scappa via arrabbiato e con sete di vendetta. Rodolfo ed Elisa non riescono a fermarlo. Chema è sotto esperimento da parte di Reinaldo che vuole curarlo dall'omosessualità. Alex fa irruzione dal centro Medusa armato fino ai denti pronto a vendicarsi. Viene raggiunto anche da Rodolfo, Elisa e Cesar. Alex riesce a ferire ad una gamba Reinaldo e liberare Daniela e Chema. Entrambi raggiungono all'ingresso dell'edificio Rodolfo, Elisa e Cesar. Anche Lucia riesce ad uscire dalla stanza e raggiungere l'ingresso. Cesar corre a cercare Alex il quale è intenzionato ad uccidere Reinaldo. Ha appreso che Sara si è suicidata perché non riusciva a sopportare gli esperimenti a cui era sottoposta. Non voleva più essere una cavia da laboratorio. Alex uccide Reinaldo con una scarica elettrica nel cervello davanti agli occhi di Cesar che non può fare nulla per fermarlo. Una guardia all'ingresso si ribella e riesce ad uccidere Rodolfo con un colpo d'arma da fuoco. Poco prima di poter colpire a morte anche Chema ed Elisa, viene ucciso da Cesar. All'arrivo della polizia Cesar si dichiara responsabile di tutto. Viene condannato a 40 anni di reclusione. Chiede ad Alex di tenere i soldi che gli aveva sottratto e di rendere felici i suoi figli.